# Steen Hemmingsen
Steen Hemmingsen (født 20. april 1945) er en dansk erhvervsleder.
Han blev cand.merc. i 1969 og i 1972 lic.merc. fra Handelshøjskolen i København og var 1975-83 direktør for Det Danske Staalvalseværk, 1983-86 adm. direktør for Sparekassen Sydjylland og 1986-93 adm. direktør for Baltica Forsikring A/S. 1993-97 var han finans- og økonomidirektør i ØK og 1997-99 arbejdende bestyrelsesformand for Plumrose-koncernen.  1999-2011 var Hemmingsen adm. direktør for Lundbeckfonden og Lundbeckfondens investeringsselskab LFI A/S.
Han var 1990-93 medlem af bestyrelsen for Falck og 2010-11 medlem af bestyrelsen for Amagerbanken A/S. Han er medlem af bestyrelsen for ØK's Almennyttige Fond, H.J. Hansen Holding A/S, Obel LFI Ejendomme A/S og har siden 2010 været medlem af bestyrelsen for den islandske bank Arion (Kaupthing).

## 2013
Steen Hemmingsen blev valgt som bestyrelsesformand i Vestjysk Bank på bankens ekstraordinære generalforsamling 19. februar 2013. 